# 시라야족

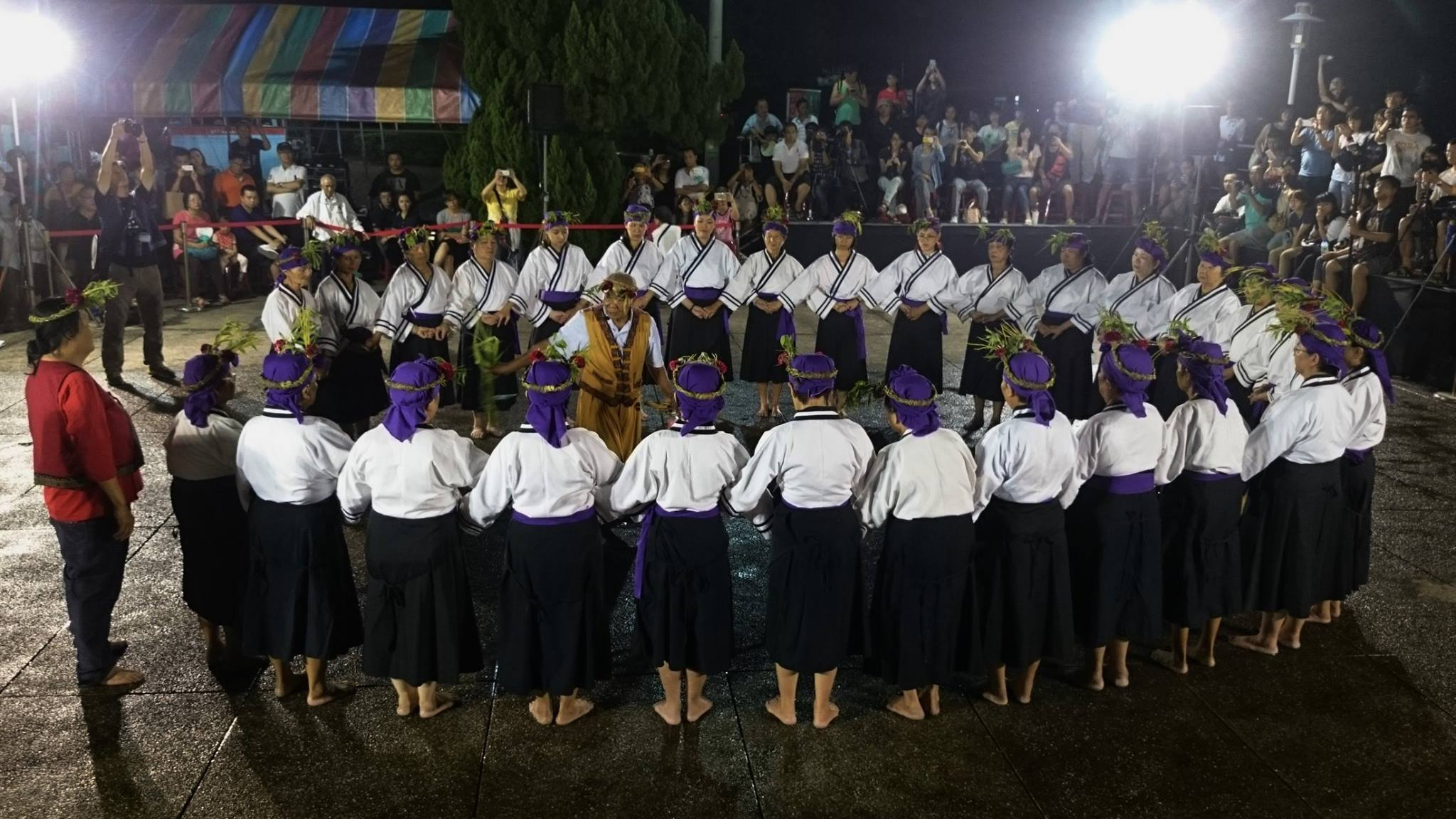

시라야족(Siraya, 중국어: 西拉雅族 시라야족[*])은 대만 원주민의 한 집단이다. 대만섬 남서부 해안과 동해안의 평야 지대에 살았으며, 이는 오늘날 타이난시와 타이둥현에 속한 지역이다. Mattauw, Soelangh, Baccloangh, Sinckan 등 최소 4개의 부족집단으로 구성되어 있는데, 이 4개 집단은 각각 오늘날의 마더우구, 자리구, 산화구, 신스구에 해당하는 지역에 살았다.
시라야족은 고산족들과 달리 평평한 해안 지역에 거주해온 평포족의 하나로, 일찍이 17세기부터 한족화가 진행되어 고유 언어인 시라야어도 19세기 말부터 완전히 사용하지 않게 되었다. 현재 시라야족은 모어로 주로 호키엔어를 사용하며 일본 통치기에는 일본어, 이후로는 중국어를 공용어로서 배웠다. 그럼에도 불구하고 시라야족은 여러 문화적 측면을 유지하였으며 상당수의 시라야 가계는 시라야족의 정체성을 가지고 있다. 신화 구 지역의 흔한 성씨 완(萬)씨는 시라야족 이름 Talavan을 음역한 것이다. 1999년 타이난현 평포족 시라야 문화협회(台南縣平埔族西拉雅文化協會)가 창설되었고 2005년 타이난 현 지방정부는 시라야 원주민 사무위원회를 설치하여 2008년 단어 사전 출판을 지원하였다. 시라야족을 비롯한 평포족들은 정부의 공인을 받기 위한 활동을 벌여왔다.

## 같이 보기
- 평포족
- 시라야어